# Dodge 880
Der Dodge 880 war ein vom US-amerikanischen Automobilhersteller Chrysler Corporation unter der Automobilmarke Dodge von 1962 bis 1964 hergestelltes Modell der Full-Size-Klasse.
Nachdem Dodge (wie auch die Schwestermarke Plymouth) für das Modelljahr 1962 seine großen full size-Modelle, entgegen allen Markttrends, verkleinert hatte, fiel deren Absatz enttäuschend aus (er fiel von 156.000 Stück im Modelljahr 1961 auf 148.400 im Folgejahr). In der Folge führte Dodge als neues, großes Spitzenmodell den Custom 880 ein. Dabei handelte es sich um einen Chrysler des aktuellen Jahrgangs mit eigenständiger, den Dodge-Modellen des Vorjahres entlehnter Frontpartie.
Angeboten wurden ab Januar 1962 zwei- und viertürige Limousinen, zwei Kombimodelle, ein Hardtop-Coupé und ein Cabriolet. Alle 880 besaßen einen V8-Motor und ein manuelles oder ein automatisches Dreiganggetriebe.
In den Modelljahren 1963 bis 1965 wurde die Baureihe fortgeführt, ab 1963 als dürftiger ausgestatteter 880 und als Custom 880. Im Herbst 1965 erfolgte die Ablösung durch den Dodge Monaco.
Stückzahlen (Modelljahre):
- 1962: 17.505
- 1963: 27.800
- 1964: 31.800
- 1965: 23.700 (ohne Kombimodelle)